# Isabel Zanutigh
Ana Isabel Zanutigh, más conocida como Isabel o Chabela Zanutigh (San Justo, 18 de mayo de 1952 - Santa Fe, 9 de noviembre de 2018) fue una importante activista feminista, ecofeminista y promotora de la agroecología en Argentina.

## Biografía
Nació en la localidad de San Justo, provincia de Buenos Aires el 18 de mayo de 1952. Era nieta de inmigrantes italianos que se afincaron en el campo. En San Justo hizo la primaria y el secundario en un colegio de monjas. A los 18 se mudó a Santa Fe para estudiar Ingeniería Química y Ciencias del Ambiente en la Universidad Nacional del Litoral. Junto con los estudios universitarios comenzó a involucrarse en organizaciones feministas durante la década de 1970, abordando temas de salud, como el cáncer de mama y de útero, como vía de entrada también para abordar temas como la violencia hacia las mujeres.
En la década de 1980 fue una de las fundadoras del Sindicato de Amas de Casa (SAC) en Santa Fe, organización que buscaba visibilizar y reivindicar el trabajo doméstico y de cuidados, el cual ha sido tradicionalmente desvalorizado. También se dedicó a la contra la violencia de género, como la llamada "Marcha de las Novias" en 2005, que cuestionó la figura del boxeador Carlos Monzón, quién asesinó a la actriz Alicia Muniz.
Otra lucha y militancia que llevó a adelante fue por la defensa de modelos productivos sustentables, con un enfoque centrado en la soberanía alimentaria y el cuidado de la vida. Ella concebía al feminismo y la agroecología como prácticas cotidianas y transformadoras; al mismo tiempo que denunciaba el modelo productivo extractivista, por el impacto de los cultivos transgénicos y la sojización en la salud y el ambiente.
En el 2001 y en el marco de la crisis económica de esos años, cofundó la Granja Agroecológica La Verdecita en Santa Fe, junto a un grupo de mujeres que buscaban alternativas de producción y subsistencia; al mismo tiempo que promovían la soberanía alimentaria y la autonomía de las mujeres. De esta forma, compraron un predio de 5 hectáreas, en el cual, con la ayuda del Instituto Nacional de Tecnología Agropecuaria (INTA) pudieron crear huertos. De esta forma, lograron convertir a La Verdecita en un consorcio de pequeños productores integrado mayoritariamente por mujeres que producían frutas y hortalizas sin pesticidas.
Isabel Zanutigh falleció el 9 de noviembre de 2018.

## Reconocimientos
La Subsecretaría de Políticas de Género de Santa Fe en 2019 presentó un libro "Teoría y praxis del ecofeminismo en Argentina" en el que se reconocía su vida y obra.
Desde el año 2021, el Concejo Municipal de Santa Fe instituyó los "Premios Chabela Zanutigh", destinados a reconocer a personas y organizaciones destacadas en la defensa del ambiente, los derechos humanos y la naturaleza.